# Díszlevélfafélék
A díszlevélfafélék (Melastomataceae) a zárvatermők (Magnoliophyta) közé tartozó mirtuszvirágúak (Myrtales) rendjének egyik családja több mint 1800, főleg trópusi fajjal. Az APG III osztályozása szerint a rosids Eurosids II csoportjába tartozik.

## Rendszertani felosztásuk
A családnak mintegy 200 nemzetségét különítjük el.
- Acanthella
- Aciotis
- Acisanthera
- Adelobotrys
- Allomaieta
- Allomorphia
- Alloneuron
- Amphiblemma
- Amphorocalyx
- Anaectocalyx
- Anerincleistus
- Antherotoma
- Appendicularia
- Arthrostemma
- Aschistanthera
- Astrocalyx
- Astronia
- Astronidium
- Axinaea
- Barthea
- Behuria
- Bellucia
- Benevidesia
- Bertolonia
- Bisglaziovia
- Blakea
- Blastus
- Boerlagea
- Boyania
- Brachyotum
- Bredia
- Brittenia
- Bucquetia
- Cailliella
- Calvoa
- Calycogonium
- Cambessedesia
- Campimia
- Carionia
- Castratella
- Catanthera
- Catocoryne
- Centradenia
- Centradeniastrum
- Centronia
- Chaetolepis
- Chaetostoma
- Charianthus
- Cincinnobotrys
- Clidemia
- Comolia
- Comoliopsis
- Conostegia
- Creochiton
- Cyanandrium
- Cyphostyla
- Cyphotheca
- Dalenia
- Denticulatum
- Desmoscelis
- Dicellandra
- Dichaetanthera
- Dinophora
- Dionycha
- Dionychastrum
- Diplarpea
- Diplectria
- Dissochaeta
- Dissotis
- Dolichoura
- Driessenia
- Ekmaniocharis
- Enaulophyton
- Eriocnema
- Ernestia
- Feliciadamia
- Fordiophyton
- Fritzschia
- Graffenrieda
- Gravesia
- Guyonia
- Henriettea
- Henriettella
- Heterocentron
- Heterotrichum
- Huberia
- Huilaea
- Hypenanthe
- Kendrickia
- Kerriothyrsus
- Killipia
- Kirkbridea
- Lavoisiera
- Leandra
- Lijndenia
- Lithobium
- Llewelynia
- Loreya
- Loricalepis
- Macairea
- Macrocentrum
- Macrolenes
- Maguireanthus
- Maieta
- Mallophyton
- Marcetia
- Mecranium
- Medinilla
- Melastoma
- Melastomastrum
- Memecylon
- Meriania
- Merianthera
- Miconia
- Microlepis
- Microlicia
- Mommsenia
- Monochaetum
- Monolena
- Mouriri
- Myriaspora
- Myrmidone
- Neblinanthera
- Necramium
- Neodriessenia
- Nepsera
- Nerophila
- Ochthephilus
- Ochthocharis
- Omphalopus
- Opisthocentra
- Oritrephes
- Orthogoneuron
- Osbeckia
- Ossaea
- Otanthera
- Oxyspora
- Pachyanthus
- Pachycentria
- Pachyloma
- Pentossaea
- Phainantha
- Phyllagathis
- Pilocosta
- Plagiopetalum
- Pleiochiton
- Plethiandra
- Podocaelia
- Pogonanthera
- Poikilogyne
- Poilannammia
- Poteranthera
- Preussiella
- Pseudodissochaeta
- Pseudoernestia
- Pseudosbeckia
- Pternandra
- Pterogastra
- Pterolepis
- Rhexia
- Rhodosepala
- Rhynchanthera
- Rousseauxia
- Salpinga
- Sandemania
- Sarcopyramis
- Schwackaea
- Scorpiothyrsus
- Siphanthera
- Sonerila
- Spathandra
- Sporoxeia
- Stapfiophyton
- Stenodon
- Stussenia
- Svitramia
- Tateanthus
- Tayloriophyton
- Tessmannianthus
- Tetraphyllaster
- Tetrazygia
- hercegnővirág (Tibouchina)
- Tibouchinopsis
- Tigridiopalma
- Tococa
- Topobea
- Trembleya
- Triolena
- Tristemma
- Tryssophyton
- Tylanthera
- Veprecella
- Vietsenia
- Votomita
- Warneckea